# Prix Raymond-Charette
Pour les articles homonymes, voir Raymond Charette et Charette.
Le prix Raymond-Charette est un prix québécois attribué chaque année par le Conseil supérieur de la langue française.

## Description
Il est décerné à un journaliste de la télévision ou de la radio québécoise pour sa contribution exemplaire à la diffusion d’un français de qualité. Le lauréat reçoit la somme de 2 000 $ et un parchemin faisant état des motifs pour lesquels le prix lui est décerné. Le prix est remis en l'honneur de Raymond Charette, un ancien journaliste à Radio-Canada.

## Lauréates et lauréats du prix
- 2000 : Michaëlle Jean
- 2001 : Daniel Raunet
- 2002 : Claude D’Astous
- 2003 : Jean Fugère
- 2004 : Michel Désautels
- 2005 : Julie Miville-Dechêne
- 2006 : Céline Galipeau
- 2007 : Hugues Poulin
- 2008 : Monique Giroux
- 2009 : Raymond Archambault
- 2010 : Pierre Craig
- 2011 : Marie-Pier Élie
- 2012 : Jean-François Lépine
- 2013 : Yanick Villedieu
- 2014 : Pierre Chastenay
- 2016 : Isabelle Richer
- 2017 : Maxime Bertrand
- 2018 : Luc Chartrand
- 2019 : Jacques Beauchamp
- 2020 : Jean-Michel Leprince
- 2021 : Pierre Bruneau
- 2022 : Azeb Wolde-Giorghis
- 2023 : Catherine Mercier